# Ляпин, Владимир Алексеевич
Владимир Алексеевич Ляпин — советский хозяйственный, государственный и политический деятель, Герой Социалистического Труда.

## Биография
Родился в 1918 году в селе Троицкое. Член КПСС с 1944 года.
С 1936 года — на хозяйственной, общественной и политической работе. В 1936—1988 гг. — колхозник, участник Великой Отечественной войны, звеньевой, старший скотник совхоза «Новосёлки», бригадир животноводов совхоза имени 50-летия СССР Рязанского района Рязанской области.
Указом Президиума Верховного Совета СССР от 22 марта 1966 года присвоено звание Героя Социалистического Труда с вручением ордена Ленина и золотой медали «Серп и Молот».
За увеличение производства высококачественной продукции животноводства на основе эффективного использования достижений науки, передовой практики, коллективного подряда и других прогрессивных форм организации труда в составе коллектива был удостоен Государственной премии СССР за выдающиеся достижения в труде 1986 года.
Избирался депутатом Верховного Совета РСФСР 6-го и 7-го созывов.
Умер в 1995 году.